# Far Cry 3
Far Cry 3 este un joc open world first-person shooter dezvoltat de Ubisoft Montreal în colaborare cu Ubisoft Massive, Ubisoft Red Storm, Ubisoft Shanghai, publicat de Ubisoft pentru Microsoft Windows, Xbox 360 și PlayStation 3. Acțiunea jocului are loc pe o insulă tropicală aflată între Oceanul Indian și Oceanul Pacific. Jason Brody trebuie să-și salveze prietenii răpiți de pirați. În anul 2013 a fost lansat o expansiune stand-alone a jocului denumită Far Cry 3: Blood Dragon. 
Coloana sonoră
Coloana sonoră a jocului a fost compusă de Brian Tyler și a fost lansată dingital pe 4 decembrie 2012.
| Far Cry 3 (Coloana Sonoră Originală) |                                   |         |  |
| Nr.                                  | Titlu                             | Lungime |  |
| 1.                                   | „Far Cry 3”                       | 5:34    |  |
| 2.                                   | „Heat”                            | 3:33    |  |
| 3.                                   | „The Rakyat”                      | 3:54    |  |
| 4.                                   | „Monsoon”                         | 2:52    |  |
| 5.                                   | „Falling Into a Dream”            | 2:19    |  |
| 6.                                   | „Journey Into Madness”            | 2:55    |  |
| 7.                                   | „Rook Island”                     | 5:21    |  |
| 8.                                   | „We Are Watching You”             | 3:33    |  |
| 9.                                   | „Treasure of Zhang He”            | 3:35    |  |
| 10.                                  | „Fever Dream”                     | 4:10    |  |
| 11.                                  | „Call of the Wild”                | 3:43    |  |
| 12.                                  | „Bad Trip”                        | 5:00    |  |
| 13.                                  | „Path of the Warrior”             | 7:10    |  |
| 14.                                  | „Lost Child”                      | 3:54    |  |
| 15.                                  | „Broken Compass”                  | 3:20    |  |
| 16.                                  | „The Giant's Head”                | 2:09    |  |
| 17.                                  | „Further (feat. Serena McKinney)” | 4:04    |  |